# シーボード・エア・ライン鉄道

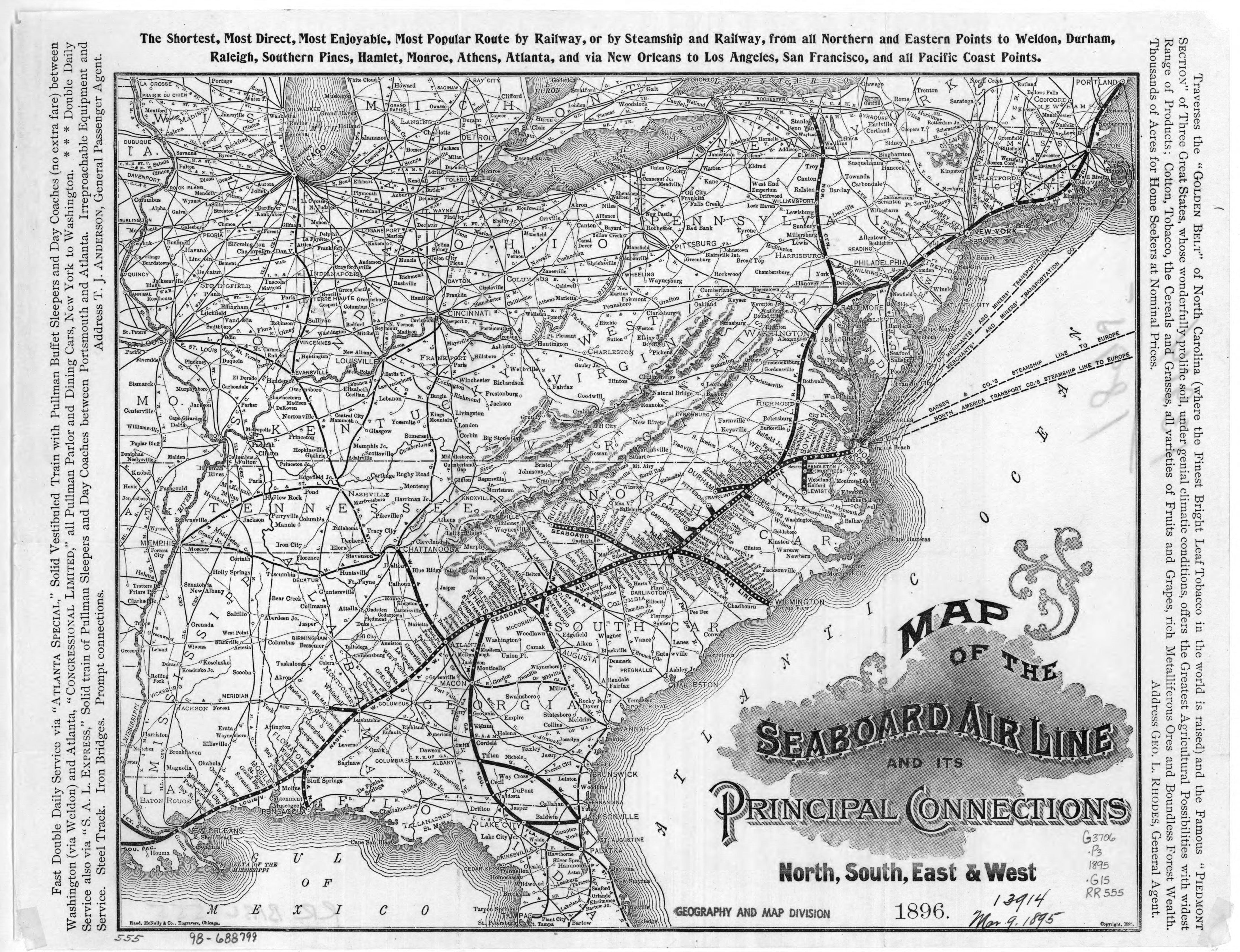
1896年の路線図。

シーボード・エア・ライン鉄道(シーボード・エア・ラインてつどう、Seaboard Air Line Railroad、略称SAL)は、1900年4月14日から1967年7月1日にかけてアメリカ合衆国に存在した鉄道運営組織である。The Route of Courteous Serviceをモットーとしていた。1967年に、競合相手であったアトランティック・コースト・ライン鉄道(ACL)と合併し、シーボード・コースト・ライン鉄道となった。本社は1958年までバージニア州ポーツマス、のちに同州リッチモンドに移された。その後の合併を経て、2017年現在はCSXトランスポーテーションの一部となっている。

## 路線網

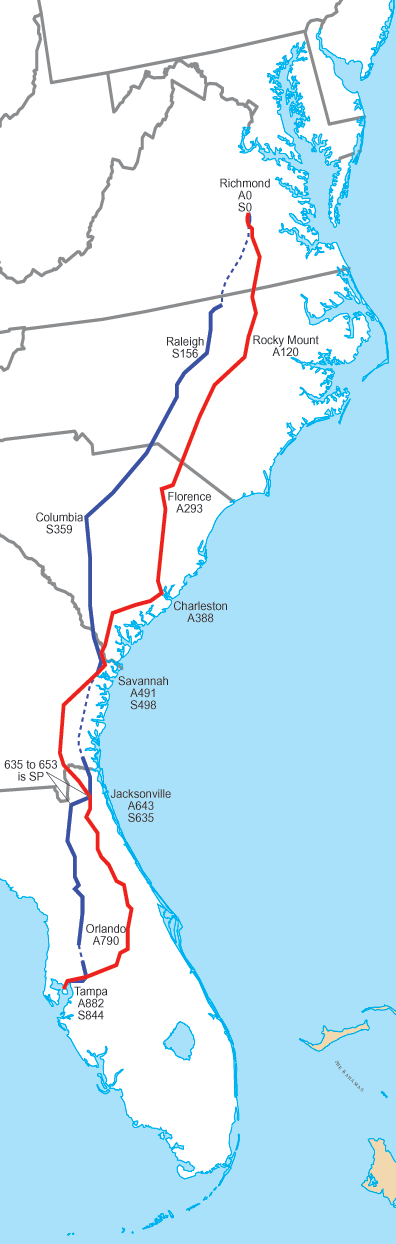
青がSALの、赤がACLの幹線。のちにCSXトランスポーテーションのS線、A線となる。

SALの幹線(メインライン)は、リッチモンドからノースカロライナ州ローリー、サウスカロライナ州コロンビア、ジョージア州サバンナを経由してフロリダ州ジャクソンビルに至る路線であった。ジャクソンビルは、フロリダへの旅行者の乗り換え駅であった。
SALの路線はジャクソンビルからさらにタンパ、セントピーターズバーグ、ウェストパームビーチ、マイアミ(いずれもフロリダ州)へと延びていた。これらの地域は、旅行者のポピュラーな目的地であった。
もうひとつの重要なルートとして、ジャクソンビルからタラハシーを経て、ルイビル・アンド・ナッシュビル鉄道との接続地点であるチャタフーチ(いずれもフロリダ州)までの路線があった。この路線を経由して、ルイジアナ州ニューオーリンズへ列車を走らせていた。
ノースカロライナ州ハムレットからは、ジョージア州アトランタ、アラバマ州バーミングハムへの路線が分岐している。
ノースカロライナ州ノーライナからバージニア州ポーツマスへの路線は、SALを構成する路線のなかでももっとも早く開業した路線である。
20世紀前半、SALは競合するACLやフロリダ東海岸鉄道(FEC)やサザン鉄道(SOU)とともに、アメリカ南東部、とりわけフロリダの経済的な発展に大きな貢献を果たした。最大の収入源はアメリカ北東部からの行楽客であった。アメリカ南部からは、切り出された木材や鉱物、生産品、特にフロリダのシトラスを北東部に運搬していた。

## 歴史

### 19世紀初頭
SALの企業としての歴史は、1832年3月8日にスタートしている。この日は、ポーツマスからロアノーク川のウェルドン港までの鉄道、ポーツマス・アンド・ロアノーク鉄道(P&R)の建設許可がバージニア州とノースカロライナ州の立法府から出された日である。
2ヶ月間、馬車牽引で営業したのち、蒸気機関車が牽引する営業運転が開始されたのは1834年9月4日である。ポーツマスから17キロメートル先のサフォークまでの列車が1日に片道2本、運転されていた。
1837年6月、P&Rはウェルドンまで開通した。ウェルドンは、ウィルミントン・アンド・ローリー鉄道(のちのACLの一部)との接続点であった。1846年、経営危機ののち、P&Rはシーボード・アンド・ロアノーク鉄道へと再編された。通称シーボード・ロードと呼ばれる鉄道である。
その間、1836年11月1日よりローリー・アンド・ガストン鉄道(R&G)の建設が開始された。1840年3月21日寄り営業を開始する予定だったが、南北戦争後、このルートはインランド・エアライン・ルートと喧伝された。1853年、ロアノーク・アンド・ガストン鉄道がシーボード・アンド・ロアノーク鉄道とウェルドンで接続した。これで、ポーツマスからローリーまでの約280キロメートルのサービスが整った。アメリカ南部では5フィート軌間が好まれていたが、両鉄道は標準軌で敷設されていた。そのため、直通する列車もあり、荷を積み替える必要がなくなった。

### 「エア・ライン」という名称
飛行機を使った移動が現実のものではなかった時代、鉄道の名称にある「エア・ライン」という言葉は2地点間の最短距離のメタファーであった。2地点間に立ちはだかる山や谷といった地形を無視して空中を一直線に結ぶ、つまり最短時間で結ぶ、という程度の意味である。19世紀の鉄道会社にはしばしば用いられた言葉でもあり、競合他社よりも短い距離や所要時間であることを主張するために使われた。
SALは航空機を所有したことはないが、1940年、「シーボード航空」を立ち上げようとしたことがある。しかし、州間通商委員会により反トラスト法に抵触するとされ、実現しなかった。

### 19世紀終盤
綿、タバコなどの生産品をピードモント大地からポーツマスまで運搬し、また旅客輸送も行うことで、1850年代には盛況を誇ったこの鉄道であったが、南北戦争(1861年〜1865年)の勃発にその動きが止まってしまった。南北両軍により、橋梁や軌道が繰り返し破壊された。戦後にようやく盛況を取り戻し、1873年の恐慌の中でも利益を出し続けた。株主への配当は毎年8％であった。
1871年、R&Gが、唯一ハムレットに到達していたローリー・アンド・オーガスタ・エア・ライン鉄道を取得した。ところが、1873年、R&Gとその子会社は資金繰りに行き詰まった。シーボード・アンド・ロアノーク鉄道の社長であるジョン・Ｍ・ロビンソンはその危機を救い、計3社の社長となった。
1881年までに、シーボード・アンド・ロアノーク鉄道、R&Gをはじめとする何社かも支線も含めて一体として運営を行うシーボード・エア・ライン・システムを構成する形となった。この名称は、主たるふたつ鉄道名を結合したものであった。
1881年、シーボード(訳注 シーボード・エア・ライン・システムを指すのか、シーボード・アンド・ロアノーク鉄道を指すのか未調査。以下同)はモンローを経てシャーロットまで路線を延ばした。そして1889年、まだ竣工していなかったジョージア・カロライナ・アンド・ノーザン鉄道(GC&N)をリースした。この鉄道はモンローからアトランタに向かう路線として建設が進められており、1892年に開通した。
業績が好調であった1890年代、アトランタと米国北東部を結ぶ優等旅客列車の運行を誇りとしていた。その列車は'S.A.Lトレイン'といい、プルマン形客車を連ねた編成でアトランタからポーツマスの波止場まで運行されていた。ポーツマスでは、旅客はそのままボルチモアやニューヨークへの蒸気船に乗り換えできた。また、ACLの路線を使用する優等列車の'アトランタ・スペシャル'が毎日アトランタとワシントンD.C.を結んでいた。その列車は、ACLのウェルドン〜リッチモンド間と、リッチモンド・フレデリックスバーグ・アンド・ポトマック鉄道(RFP)のリッチモンド〜ワシントンD.C.間を利用した。
1898年から1900年の間に、シーボードはノースカロライナ州ノーライナからリッチモンドまでの路線を敷設し、アトランタからリッチモンドまでの路線が完成した。

### フロリダへ
19世紀末の20年間、フロリダへのアクセスルートがいくつか竣工した。フロリダへのアクセスの重要度は急増し、鉄道のハブであるアトランタへのルートと同等視されるようになっていた。1885年から1887年の間、パルメット鉄道(Palmetto Railroad、のちに再編されPalmetto Railway)はサウスカロライナ州チローから南下し、ハムレットに至る路線を建設した。1895年、シーボードはパルメット鉄道を支配下に置き、さらに同州コロンビアまで路線を延ばした。
一方、建設と買収により、フロリダ・セントラル・アンド・ペニンシュラ鉄道(FC&P)がコロンビアから南下し、ジャクソンビルを経由してメキシコ湾の港湾都市、タンパまでの路線を1894年までに建設した。1899年にSALはFC&Pを支配下に置き、1903年には併合した。
1895年、FC&Pと接続するジョージア州サバンナからアラバマ州モンゴメリーまでの路線もつサバンナ・アメリカス・アンド・モンゴメリー鉄道がリッチモンドのバンカー、ジョン・L・ウイリアムスとその息子たちを含むシンジケートに買収され、息子のひとり、ジョン・スケルトン・ウイリアムズが車両の座に就き、ジョージア・アンド・アラバマ鉄道(G&A)と改称した。ウイリアムスとその出資者たちは、シーボード・エア・ライン・システムを構成する鉄道を統合する計画を持っていた。

### 20世紀初期/シーボード・エア・ライン鉄道の成立
1900年、ウイリアムの息子のひとり(若いほう)のリーダーシップにより、ジョージア・アンド・アラバマ鉄道のオーナーたちはシーボード・エア・ライン・システムとFC&Pの企業支配力を獲得した。同年4月14日、それらの鉄道の19の子会社を統合し、シーボード・エア・ライン鉄道（Seaboard Air Line Railway、SAL）が設立された。
1900年6月3日、ニューヨーク〜タンパ間の営業を開始した。列車の運営は、ニューヨーク〜ワシントンD.C.間をペンシルバニア鉄道、リッチモンドまでをRFP、タンパまでをSALがそれぞれ担当した。この運行はアムトラックが組織された1971年まで続けられた。同年7月1日、SALはG&A、FC&P、アトランティック・スワニー・リバー・アンド・ガルフ鉄道の運営を正式に開始した。
1904年、前年にSALの子会社となったアトランタ・アンド・バーミングハム・エア・ライン鉄道がアトランタからアラバマ州バーミングハムまでの路線の建設を終えた。バーミングハムは、アメリカ南部最大の鉄鋼生産地であり、SALの路線網の一端として重要な都市であった。
不幸なことに、2600マイルに及ぶ新線は予期していたほどの盛況とならなかった。続いて1907年パニック（en:Panic of 1907）がアメリカ経済を襲い、SALは翌年に破産した。再建されたのは1915年であった。
アメリカ国内の多くの鉄道と同じように、第一次世界大戦の勃発によりSALは国有化され、1917年12月28日よりアメリカ合衆国鉄道管理局により運営されたこの状態は1920年3月1日まで続いた。
その後、急速に開発されたフロリダへの旅行者の急増に伴い、SALの業績は好調となった。1926年までにはフロリダ州コールマンからウェストパームビーチを経てマイアミ、そしてホームステッドへ向かう幹線が完成した。しかし、フロリダ土地ブームブーム（en:Florida land boom of the 1920s）が終息し、さらに世界恐慌が追い打ちをかける形となり、1930年、SALは三度破産してしまった。以後、裁判所が任命する破産管財人により1946年まで運営された。同年、社名をSeaboard Air Line Railroadと変更し（略称はSALのまま。日本語訳としては以前と同じシーボード・エア・ライン鉄道となる。「Railroadとrailwayの使い分け」も参照）、再建された。
再建期間中、旅客の増加を目指した積極的なマーケティングと技術開発により、1939年にはニューヨークとマイアミを結ぶ流線形の列車、シルバー・メティオを運行開始するなどしてSALの財政は建て直された。第二次世界大戦による特需もそれに一役買った。1944年、シルバー・メティオだけで年間800万ドルを超える利益をもたらしたほどであった。この金額は世界恐慌末期の1933年における全鉄道会社の赤字総額に匹敵する。
戦後は、蒸気機関車からディーゼル機関車への転換によるコスト削減に早くから取り組み、SALの幹線におけるディーゼル化は1953年までに完了した。同時期に、CTCも導入し、時間と経費を節約しつつ、安全性の向上も果たした。
しかしながら、1950年代から1960年代にかけて、航空機の発達、トラック輸送、高速道路等の充実により、アメリカにおける他の鉄道と同様、SALの収入は減少に転じた。とりわけ旅客列車において顕著であった。

### アトランティック・コースト・ライン鉄道との合併
コスト削減、そして航空機やトラック輸送への対抗のため、1958年、SALと平行しているアトランティック・コースト・ライン鉄道(ACL)との合併協議に入った。1967年まで、州間通商委員会により承認されなかったが、同年7月1日、SALとACLは合併し、シーボード・コースト・ライン鉄道(SCL)となった。長年に渡り、SALは「シーボード」、ACLは「コースト・ライン」と呼びならわされていたため、それを統合した名称となった。合併時点での路線延長は約1万マイル(約1万6,000km)、従業員数は2万3,000人であった。
翌1971年5月1日、SCLは旅客列車の運行すべてを新たに設立されたアムトラックに移管した。アムトラックは利益の出るシルバー・メティオやシルバー・スター（アムトラック）の運行は引き継ぎ、そのほかのものは廃止した。
以後、持株会社への移行、チェシー・システムへの統合を経て、現在はCSXトランスポーテーションに統合されている。

## 蒸気船の運航
1922年、SALはボルチモア・スチーム・パケットの運営権を手に入れた。オールド・ベイ・ラインと呼ばれる航路で、ノーフォークとボルチモアの間を結び、乗客やクルマのほか、郵便や貨物を昼夜問わずに輸送していた。同社は、買収されると同時に、社長であるソロモン・デビーズ・ウォーフィールド(Solomon Davies Warfield)は、SALの社長に就任した。なお、ウォーフィールドはウォリス・シンプソン(ベッシー・ウォリス・ウォーフィールド)のおじにあたる。
1941年、ACLとSOUが合同で所有していたチェサピーク・スチームシップとオールド・ベイ・ラインが合併した。やがて、航空機や高速道路の発達により業績は悪化し、1962年に会社は清算された。

## 愛称つき列車
以下に、SALの運行していた旅客列車の一部を列記する。そのうちのいくつかは、SCL、そしてアムトラックに継承された。ニューヨーク始発の列車は、ワシントンD.C.まではPRRにより運行され、リッチモンドまではRFPにより運行された。

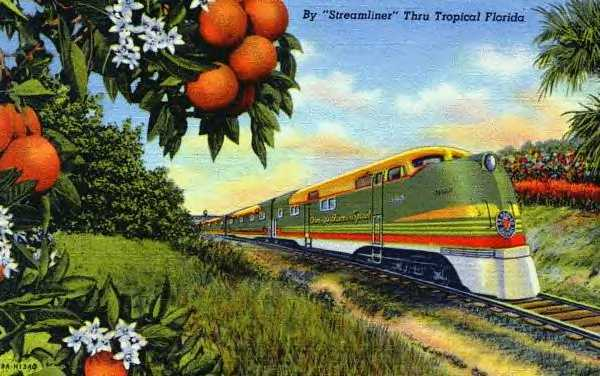
フロリダに向かう流線形の列車が描かれたハガキ。描かれたディーゼル機関車は、SALにおける1939年から1954年の間の塗装パターン、サボテンに塗られている。

- シーボード・フロリダ・リミテッド(1903年-)

冬季のみ、ニューヨーク〜タンパ間で運行された。編成は、全車重量級のプルマン型寝台車である。のちにニューヨーク・フロリダ・リミテッドに改称し、さらに1941年にはパームランドと改称された。1968年には運行区間がニューヨーク〜コロンビア間に縮小され、1971年4月30日限りで廃止された。
- サザン・ステーツ・スペシャル(20世紀初頭-)

ニューヨーク〜フロリダ間で運行された。編成は、重量級の客車とプルマン型寝台車である。1941年にサン・クイーン、1947年5月18日にカメリア、1948年にサンランドと改称された。
- オレンジ・ブロッサム・スペシャル(1925年11月21日 - 1953年4月26日)

冬季のみ、ニューヨーク〜タンパ／セント・ピーターズバーグ／ウエスト・パーム・ビーチ間で運行された。のちにマイアミへ延長された。編成は、全車重量級のプルマン型寝台車であり、当時、SALにおける最高級の列車であった。この列車を歌った曲、「オレンジ・ブロッサム・スペシャル」の大ヒットにより、この列車名は不滅のものとなった。戦時中である1942年から1945年の間には運行されていない。

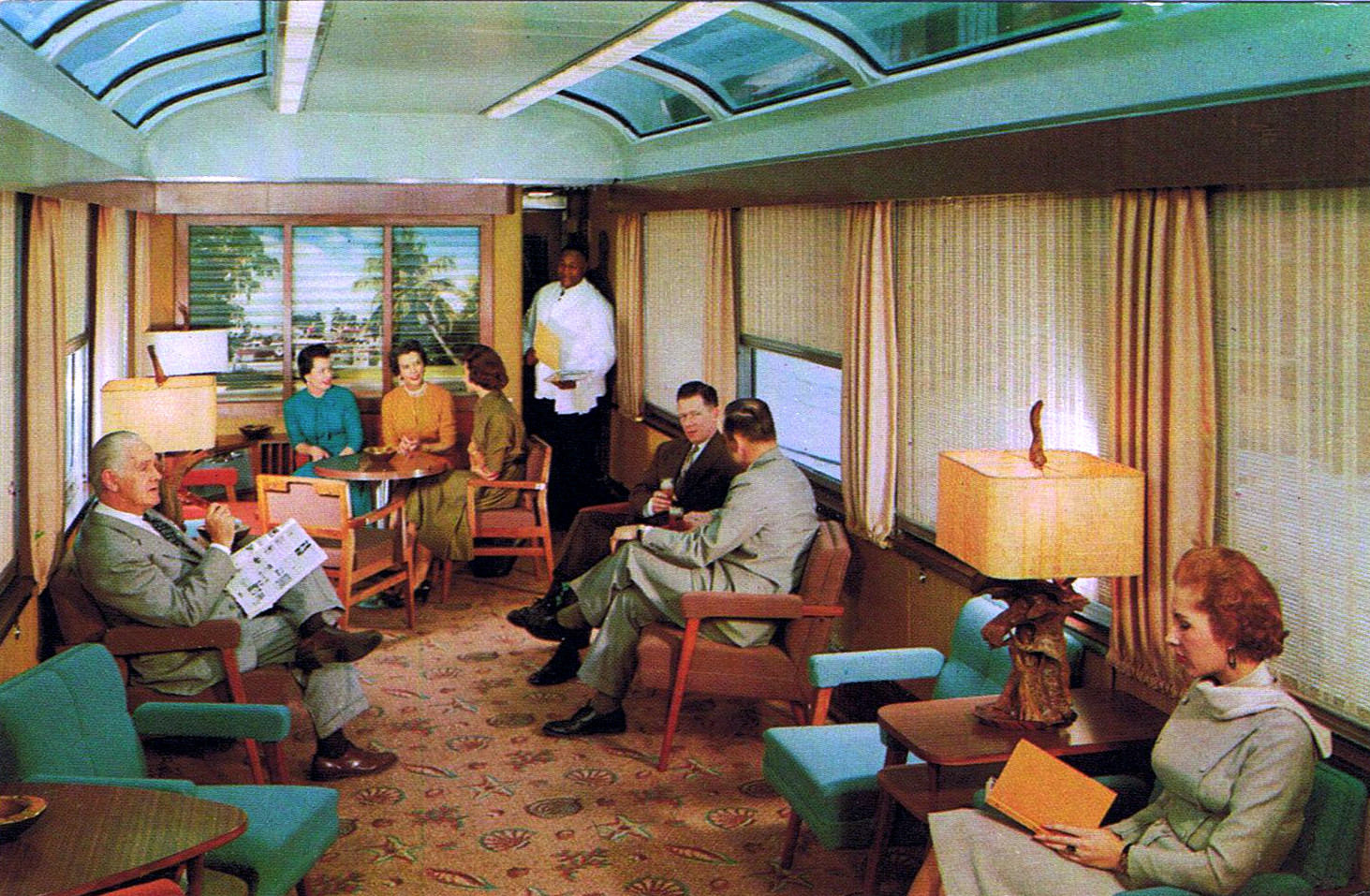
絵ハガキに見るSALのユニークな展望車の内部。ガラス天井になっており、サン・ラウンジと呼ばれた。この車両は1955年製造。車高の高いドームカーは、高さ制限の厳しいワシンドンD.C.北方の北東回廊には不適であった。

以下の列車は、SALが大々的に宣伝を打ったものである。カラフルなEMDのディーゼル機関車が牽引するステンレス製の流線形客車による編成で知られている。
- シルバー・メティオ(1939年2月2日-)

当初、全車座席車の編成であったが、1941年、プルマン型寝台車が連結された。フロリダ行きの列車の中では初めての流線形の列車であった。最後尾には展望車を連結し、「米国で最も上質な列車のひとつ」と言われた。1971年からはアムトラックが運行を引き継ぎ、現代の設備に更新しつつ、現在も運行している。
- シルバー・コメット(1947年5月18日 - 1969年6月)

ニューヨーク〜アトランタ／バーミングハム間で運行。流線形の列車。座席車とプルマン型寝台車が連結されていた。
- シルバー・スター(1947年12月-)

ニューヨーク〜タンパ／セント・ピーターズバーグ／マイアミ間で運行。流線形の列車。座席車とプルマン型寝台車が連結されていた。アムトラックが運行を引き継ぎ、現代の設備に更新しつつ、現在も運行している。
- ガルフ・ウインド(1949年7月31日 - 1971年4月30日)

ジャクソンビル〜ニューオーリンズ間で運行。SALとルイビル・アンド・ナッシュビル鉄道(L&N)により運行されていた。チャタフーチにて機関車を交換していた。流線形の列車で、座席車とプルマン型寝台車が連結されていた 。

## 先進的なサービス導入
競合相手であるACLより競争力が弱いため、SALはしばしば新たなサービスを提供することで利益を増強してきた。SALは、以下の点で「初」の鉄道である。
- プルマン型寝台車にエアコンを装備(1933年)
- 座席車にリクライニングシートを装備(1936年)
- 旅客車のディーゼル化完了(1938年)
- ニューヨーク〜フロリダ間に流線形の列車を投入(1939年)

### 歴史
- Atlantic Coast Line & Seaboard Air Line Railroads Historical Society
- Florida Rails:  Seaboard Air Line Railroad
- Johnson, Robert Wayne.  "Seaboard Air Line in Montgomery."  Old Alabama Rails website.
- Mayer, Mike.  Seaboard Air Line Railroad:  Unofficial Home Page.
- Storey, Steve.  "Seaboard Air Line Railway."  Railga.com: Georgia's Railroad History and Heritage.

### 地図
- SAL 路線図(The New World Atlas and Gazetteer, 1922)
- SAL 路線図(1950年12月時刻表)
- SAL路線概要図

### 広告
- デューク大学Ad*Accessウェブサイト - 検索窓に「Seaboard」と打ち込むことで、1940〜1950年代の広告を見ることができる。

Duke University Ad*Access website; type "Seaboard" in the search box at left of page to bring up Seaboard advertisements from the 1940's and 1950's]

### 機関車、車両
- Carlson, Neil.  "Steam locomotive profile: 2-6-6-4."  Classic Trains Magazine online, June 17, 2006.
- Lawrence Scripps Wilkinson Foundation:  Orange Blossom Special
- Lawrence Scripps Wilkinson Foundation:  Silver Meteor
- Seaboard Air Line Mikados